# هوندا سیویک (نسل دهم)
نسل دهم هوندا سیویک (به انگلیسی: Honda Civic) یک خودروی کامپکت ساخت شرکت هوندا است که در نوامبر ۲۰۱۵ در بازار آمریکای شمالی، و در سال ۲۰۱۶ به بازار اروپا، آسیا و اقیانوسیه عرضه شد. این خودرو جانشین نسل نهم سیویک است.